# Wybory parlamentarne w Australii w 1914 roku
Wybory parlamentarne w Australii w 1914 odbyły się w dniu 5 września. Miały charakter wyborów przedterminowych, rozpisanych w trybie tzw. podwójnego rozwiązania (double dissolution), tj. jednoczesnego skrócenia kadencji wszystkich członków parlamentu federalnego. W związku z tym przedmiotem głosowania była obsada wszystkich 75 mandatów w Izbie Reprezentantów, a także wszystkich 36 mandatów w Senacie. 
W wyborach zwyciężyła Australijska Partia Pracy, która tym samym powróciła do władzy na szczeblu federalnym po półtorarocznej przerwie, zaś jej lider Andrew Fisher po raz trzeci w swej karierze został premierem Australii. Z kolei Związkowa Partia Liberalna przeszła do opozycji.    

## Wyniki

### Izba Reprezentantów
Australijska Partia Pracy: 42 
     Związkowa Partia Liberalna: 32 
     niezrzeszeni: 1 
Obsadzano wszystkie 75 mandatów. 
| partia                     | % głosów | % głosów | mandaty |
| partia                     | wynik    | zmiana   | mandaty |
| -------------------------- | -------- | -------- | ------- |
| Australijska Partia Pracy  | 50,89    | +2,42    | 42      |
| Związkowa Partia Liberalna | 47,21    | -1,73    | 32      |
| niezrzeszeni               | 1,89     | -0,70    | 1       |

źródło: 

### Senat
Australijska Partia Pracy: 31 
     Związkowa Partia Liberalna: 5 
Obsadzano wszystkie 36 mandatów.
| partia                     | % głosów | % głosów | mandaty |
| partia                     | wynik    | zmiana   | mandaty |
| -------------------------- | -------- | -------- | ------- |
| Australijska Partia Pracy  | 52,15    | +3.43    | 31      |
| Związkowa Partia Liberalna | 47,77    | -1,61    | 5       |
| niezrzeszeni               | 0,08     | -0,97    | 0       |

źródło: 